# Manawanui
HMNZS Manawanui (Schiffskennung A09) war ein Mehrzweckschiff der Royal New Zealand Navy und die vierte Einheit der neuseeländischen Marine, die auf diesen Namen getauft worden war. Es kollidierte am 5. Oktober 2024 mit einem Korallenriff an der Südküste von Upolu und sank einen Tag später, wobei alle 75 Personen an Bord gerettet werden konnten.

## Angaben zum Schiff
Das Schiff wurde als Edda Fonn im November 2003 von der norwegischen Myklebust Verft an die in Haugesund ansässige Østensjø Rederi abgeliefert.

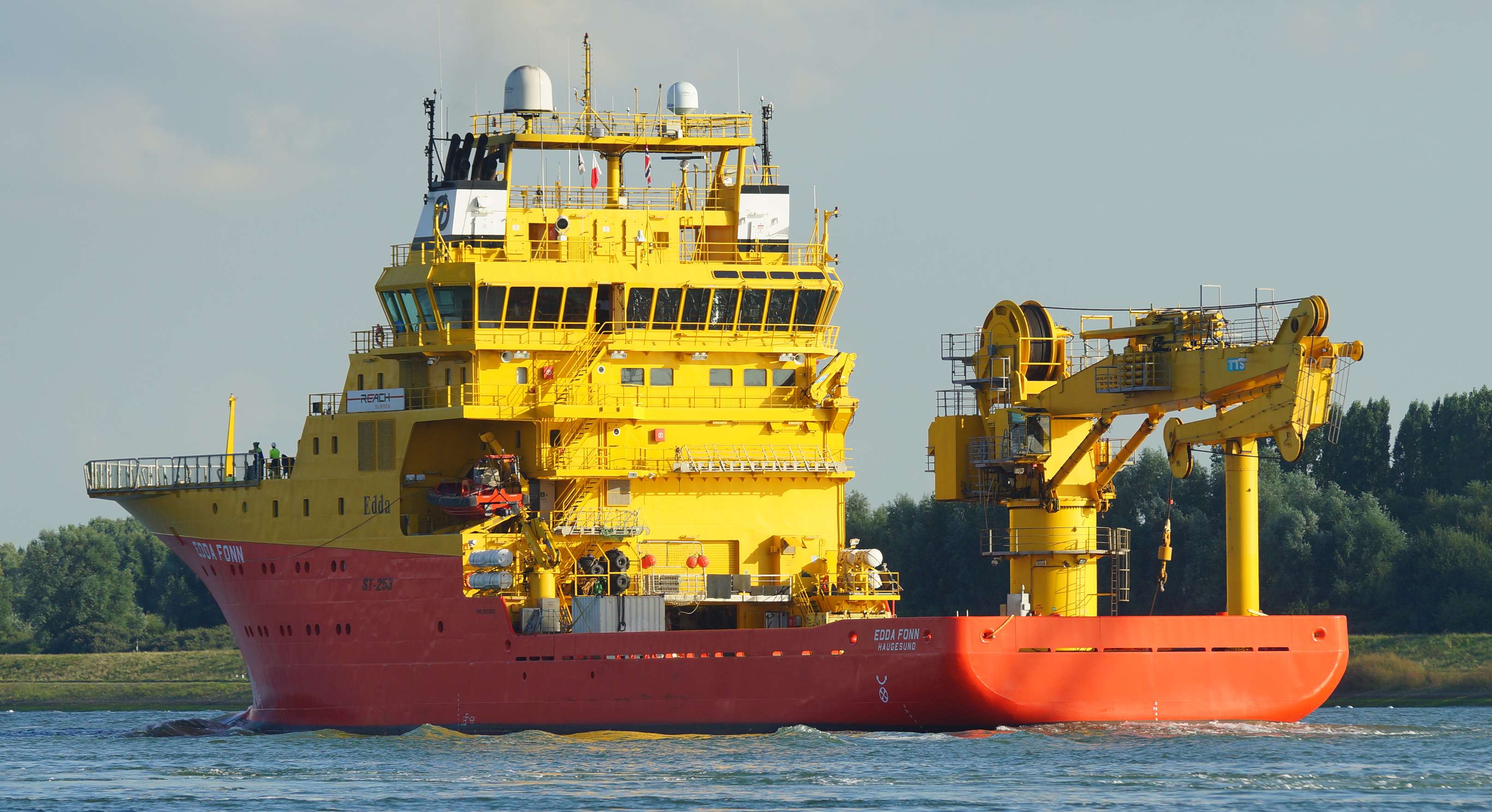
Edda Fonn 2016 in Rotterdam

Gebaut wurde es als Vermessungsschiff und für den Einsatz von ferngesteuerten Unterwasserfahrzeugen (ROV). Die Ausstattung bestand aus einem 700 m² großen Ladedeck, diversen Schiffskranen, zwei Moonpools und einem Hubschrauberlandedeck. Für die Besatzung standen 41 Kabinen mit 66 Kojen zur Verfügung.
Im August 2018 verkaufte die Østensjø Rederi das Schiff an die Royal New Zealand Navy. Auf der Orskov Yard wurde es danach für die militärischen Bedürfnisse umgebaut. Mit einer gemischten Besatzung (13 Reedereiangehörige und zwölf Neuseeländer) wurde die Edda Fonn 2019 auf einer 12.105 Seemeilen langen Seereise von Frederikshavn nach Auckland überführt.

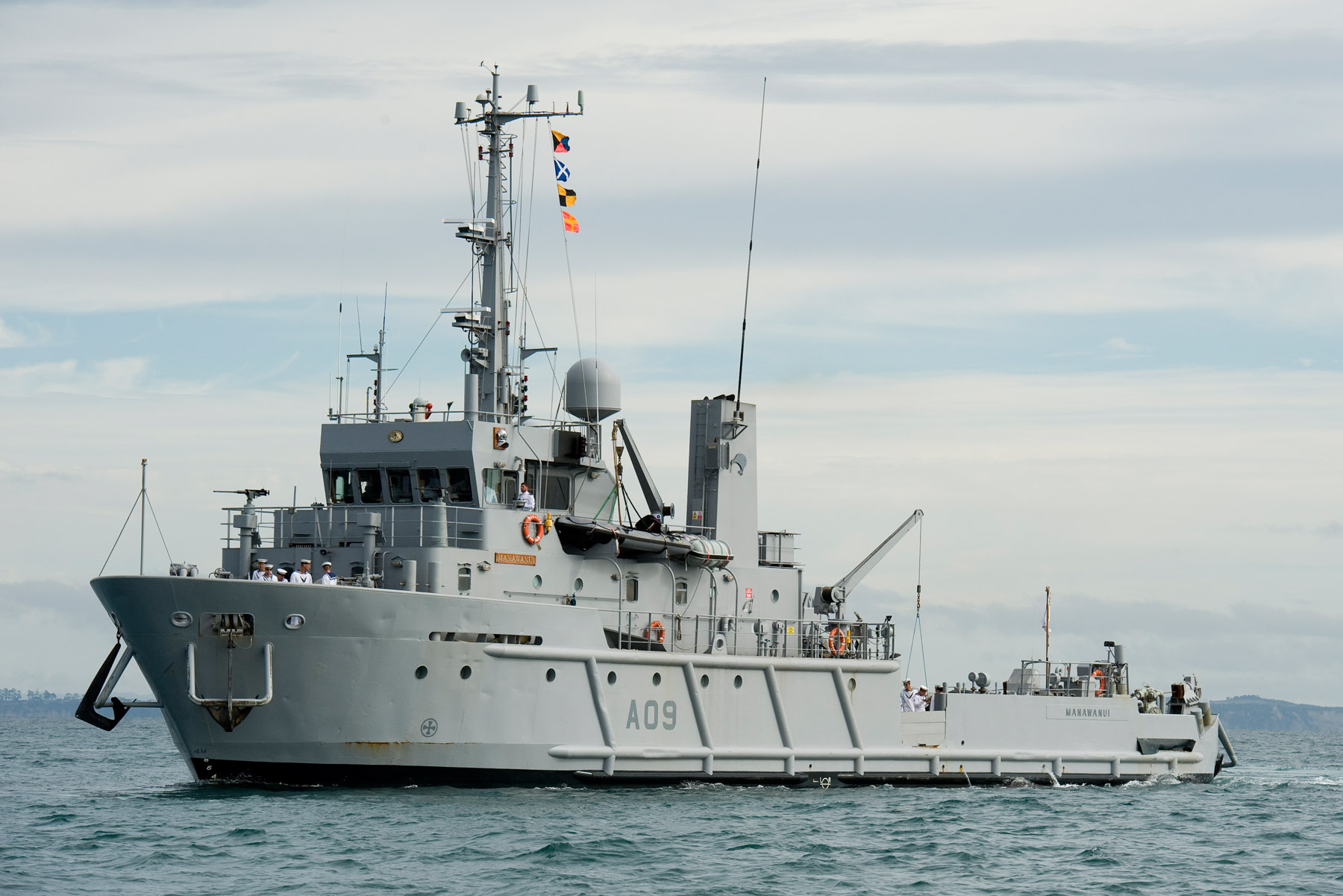
HMNZS Manawanui von 1988 bis 2018

Am 7. Juni 2019 wurde das Schiff von der neuseeländischen Premierministerin Jacinda Ardern auf den Namen HMNZS Manawanui getauft und als Ersatz für das gleichnamige Vorgängerschiff in Dienst gestellt. Nach weiteren Modifizierungen war es ab Anfang 2020 einsatzbereit. Der erste große Einsatz war beim RIMPAC 2020. Weitere Einsätze waren die multinationale Beseitigung von Munition in den Gewässern von Tuvalu nach dem Zyklon Gabrielle und die Munitionsbergung in den Gewässern um Niue, Fidschi und Vanuatu.

## Untergang
Bei einer Bathymetrie der Gewässer um Samoa kollidierte die HMNZS Manawanui am 5. Oktober 2024 bei schwerer See auf der per AIS zuletzt gemeldeten Position mit einem vorgelagerten Korallenriff, kenterte und sank einen Tag später. Alle 75 Besatzungsmitglieder und Passagiere, die das Schiff in Rettungsbooten verlassen hatten, wurden von anderen Schiffen aufgenommen und an Land gebracht. Am 7. Oktober 2024 wurden sie mit einer C-130J der Royal New Zealand Air Force nach Auckland ausgeflogen.
Das Wrack liegt auf einer Wassertiefe von rund 30 Metern und wurde von Tauchern untersucht, die auch den Voyage Data Recorder bergen konnten. Es werden Maßnahmen gegen mögliche Umweltschäden ergriffen, dazu wurden nahezu 50 neuseeländische Soldaten auf Samoa stationiert. Die Unglücksstelle wurde zum Sperrgebiet erklärt und von See durch das britische Hochseepatrouillenboot HMS Tamar überwacht.
In einem ersten Bericht der Untersuchungskommission wurde im November 2024 als direkte Ursache der Strandung eine Reihe menschlicher Fehler ermittelt. Demnach hätten die Besatzungsmitglieder Probleme mit der Ruderanlage des Schiffes angenommen, als sie den Kurs nicht manuell ändern konnten, tatsächlich war aber noch der Autopilot eingeschaltet. Nach Abschluss der Untersuchung im Jahr 2025 soll ein separates Disziplinarverfahren gegen drei Besatzungsmitglieder eingeleitet werden. Verteidigungsministerin Judith Collins kritisierte Kommentatoren, die das Unglück mit dem Geschlecht von Commander Yvonne Gray, der Kommandantin des Schiffes in Verbindung brachten.